# Passe du Lac Fou
Pour les articles homonymes, voir Fou.
La Passe du lac Fou est un cours d'eau reliant lac McSweeney et la partie sud-ouest du lac Magnan, situé dans la partie centre-est du réservoir Gouin, dans le territoire de la ville de La Tuque, dans la région administrative de la Mauricie, dans la province de Québec, au Canada.
Ce lac du milieu de la partie est du réservoir Gouin s’étend entièrement dans le canton de Marmette.
Les activités récréotouristiques constituent la principale activité économique du secteur à cause de sa position stratégique pour la navigation, étant située entre le lac McSweeney et le lac Magnan (réservoir Gouin), ainsi que sa proximité de la baie Marmette Sud. Cette passe évite d’avoir à contourner l’île de l'Oasis par le sud ou une autre grande île du côté nord.
La Passe du lac Fou n’est pas accessible par la route car il est coincé entre deux grandes îles dont l’île de l'Oasis du côté ouest. L’accès à la passe est possible par embarcation ou par hydravion.
La surface du Passe du lac Fou est habituellement gelée de la mi-novembre à la fin avril, toutefois la circulation sécuritaire sur la glace se fait généralement du début décembre à la fin de mars. La gestion des eaux au barrage Gouin peut entrainer des variations significatives du niveau de l’eau particulièrement en fin de l’hiver où l’eau est abaissée en prévision de la fonte printanière.

## Géographie
Avant la fin de la construction du barrage La Loutre en 1916, créant ainsi le réservoir Gouin, la Passe du lac Fou avait une dimension plus restreinte. Après le deuxième rehaussement des eaux du réservoir Gouin en 1948 dû à l’aménagement du barrage Gouin, la Passe du lac Fou épousa sa forme actuelle.
Les principaux bassins versants voisins du Passe du lac Fou sont :
- côté nord : lac Fou, lac McSweeney, lac Omina, lac Kawawiekamak, rivière Pokotciminikew, ruisseau à l'Eau Claire, baie Verreau ;
- côté est : lac Magnan (réservoir Gouin), lac Brochu, Petit lac Brochu, lac Déziel ;
- côté sud : baie Marmette Sud, lac Nevers, lac Chapman, baie Bouzanquet ;
- côté ouest : lac Fou, lac Marmette, baie Marmette Sud, lac Toussaint, baie Ganipi, lac Bureau (baie du Nord).

D’une longueur de 3,0 km et d’une largeur maximale de 0,5 km, la Passe du lac Fou est délimitée :
- du côté sud par l’île de l'Oasis d’une longueur de 20,9 km et d’une largeur de 3,0 km ;
- du côté nord-est par une île d’une longueur de 22,4 km et d’une largeur de 8,7 km ;
- du côté ouest par le lac Fou (réservoir Gouin) lequel est connecté au lac McSweeney ;
- du côté sud-est, par la partie sud-ouest du lac Magnan (réservoir Gouin).

L’embouchure de la Passe du lac Fou est localisée au sud-est, soit à la confluence du lac Magnan (réservoir Gouin), soit à :
- 7,3 km au nord-ouest de la passe qui sépare le lac Magnan (réservoir Gouin) et le lac Nevers (réservoir Gouin) ;
- 19,0 km au sud-est du centre du village de Obedjiwan ;
- 52 km au nord-ouest du barrage Gouin ;
- 102 km au nord-ouest du centre du village de Wemotaci (rive nord de la rivière Saint-Maurice) ;
- 192 km au nord-ouest du centre-ville de La Tuque ;
- 297 km au nord-ouest de l’embouchure de la rivière Saint-Maurice (confluence avec le fleuve Saint-Laurent à Trois-Rivières)[1].

À partir de l’embouchure de la passe du lac Fou, le courant coule sur 60,9 km vers le sud-est, jusqu’au barrage Gouin, selon les segments suivants :
- 10,8 km vers le sud-est en traversant la Passe du lac Fou et la partie sud-ouest du lac Magnan (réservoir Gouin) jusqu’à la Baie de Sable (passe menant au lac Nevers (réservoir Gouin) ;
- 8,0 km vers le sud-est en traversant le lac Nevers (réservoir Gouin) ;
- 42,1 km généralement vers le sud-est en traversant le lac Brochu (réservoir Gouin) et la baie Kikendatch. À partir de ce barrage, le courant emprunte la rivière Saint-Maurice jusqu’à Trois-Rivières où il se déverse sur la rive nord du fleuve Saint-Laurent.

## Toponymie
Le toponyme passe du lac Fou est dérivée du nom du lac du même nom.
Le toponyme passe du lac Fou a été officialisé le 2 août 1991 par la Commission de toponymie du Québec.